# Kľacký vodopád
Kľacký vodopád je vodopád a národní přírodní památka v okrese Martin na Slovensku v pohoří Malá Fatra. Nachází se v Lúčanské Malé Fatře, asi čtyři kilometry severozápadně od vsi Vrícko, pod vrcholem Kľak, v nadmořské výšce 990 metrů. Chráněné území bylo vyhlášeno v roce 1992. Předmětem ochrany jsou kromě vlastního vodopádu peřeje a obří hrnce, které dokládají vývoj reliéf Malé Fatry. V okolí vodopádu se vyskytují hodnotná rostlinná společenstva s výskytem ohrožených druhů měkkýšů. Vodopád je vysoký třicet metrů.

## Přístup
- Z Fačkovského sedla po žluté turistické značce, pod Kľakem odbočka na zelenou
- Z Vrícka po zelené turistické značce